# Кубіязівська сільська рада
Кубія́зівська сільська рада (рос. Кубиязовский сельский совет) — муніципальне утворення у складі Аскінського району Башкортостану, Росія. Адміністративний центр — село Кубіязи.
Станом на 2002 рік існували Кубіязівська сільська рада (село Кубіязи, присілки Авадай, Матала) та Маталинська сільська рада (присілок Утяшино).

## Населення
Населення — 1316 осіб (2019, 1463 в 2010, 1759 в 2002).

## Склад
До складу поселення входять такі населені пункти:
| Населений пункт   | Населення, осіб (2002) | Населення, осіб (2010) |
| ----------------- | ---------------------- | ---------------------- |
| Авадай, присілок  | 31                     | 13                     |
| Кубіязи, село     | 1329                   | 1212                   |
| Матала, присілок  | 131                    | 56                     |
| Утяшино, присілок | 268                    | 182                    |